# Jérusalem à Carpentras
Jérusalem à Carpentras est un roman d'Armand Lunel écrit en 1937 et dédicacé à Marie-Anne Comnène et Benjamin Crémieux.

## Synopsis
Salomon Jérusalem, fils du rabbin Azaria Jérusalem de Jérusalem décédé à Sion, se considère lui-même comme un rabbin. Il trouve l'hospitalité chez les Cremieux à Carpentras dans ce que les Carpentrassiens et les Carpentassiennes appellent encore « le ghetto des femmes ». Les Cremieux sont fiers de porter le nom d'Adolphe Crémieux qui fit beaucoup pour que les Juifs soient reconnus comme citoyens à part entière en France et en Algérie. Salomon apparaît plutôt comme un mendiant, une sorte de juif errant et colporteur. Il vend de la terre et autres souvenirs de Jérusalem, et contribue à donner de l'essor à une boutique de bibelots, rubans et autres articles de mercerie. Il prêche pour que tous s'installent à Jérusalem, tombe amoureux d'Esther Crémieux et l'épouse à la synagogue de Carpentras. Heureux dans cette ville, il ne veut plus aller à Jérusalem et estime que Jérusalem se trouve à Carpentras.

## Sources d'inspiration
"Tous les ans à Carpentras, nous recevions un prospectus de Jérusalem, un juif de là-bas qui nous offrait de la Terre sainte, voyez-vous, dans des sachets, pour la mettre dans notre cercueil quand nous serions ensevelis pour avoir la Terre sainte sous notre nuque. Alors j'ai rêvé ce personnage et j'ai dit : j'imagine qu'il viendra un jour à Carpentras."
De Jérusalem à Carpentras ou les itinéraires d’Armand Lunel
France Culture, 1977

## Liens